# Deja Vu All Over Again
Deja Vu All Over Again er et Heksene fra Warren Manor-afsnit.

## Handling
En dæmon ”Inspektor Rodriguez” ligger planer om at dræbe søstrene og for hjælp af Tempus som kan manipulere tiden, som betyder at han kan rejse frem og tilbage i tiden. Deres plan er at prøve at dræbe alle søstrene, og hvis de ikke for succes skruer Tempus bare tiden tilbage indtil at alle søstrene er blevet dræbt. I mellem tiden finder Phoebe ud af at hun genoplever den samme dag igen og igen.

## Skyggernes Bog

### Fjender
- Inspektor Rodriguez var rigtig en dæmon som havde evnerne til at kaste med energibolde (Engelsk; Energy Balls) og var sendt så han kunne dræbe Prue Piper og Phoebe. Han fik hjælp af dæmonen Tempus til at springe frem og tilbage i tiden på den samme dag så kan kunne dræbe pigerne, men til sidste endte han selv op død.

- Tempus er en dæmon som kan lege med tiden. Og han prøver at hjælpe Inspektor Rodriguez med at dræbe søstrene

### Trylleformularer
- Trylleformular til at fremskynde tiden : Tidens vinger, kom til mig. Flyv så hurtig som i kan. Giv mig fart på denne rejse. Lad i morgen blive i dag.

- Trylleformular for at fjerne Tempus (Ikke udslette): Fjern ham. Fjern ham. Fra den tid han er i.

## Links
- Deja Vu All Over Again - Engelsk Version